# Hornabeque

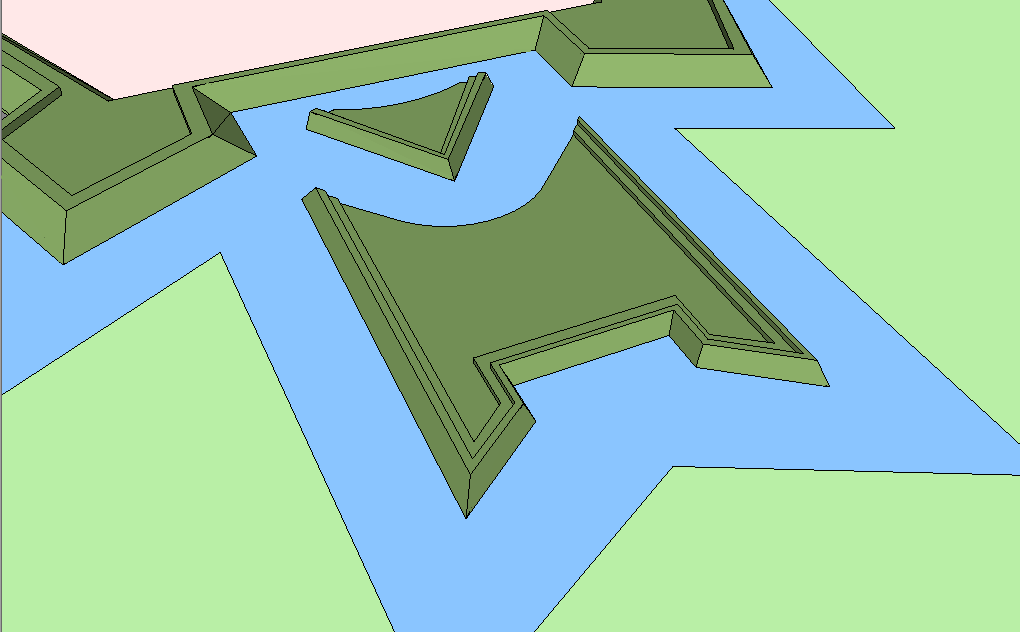
Hornabeque.

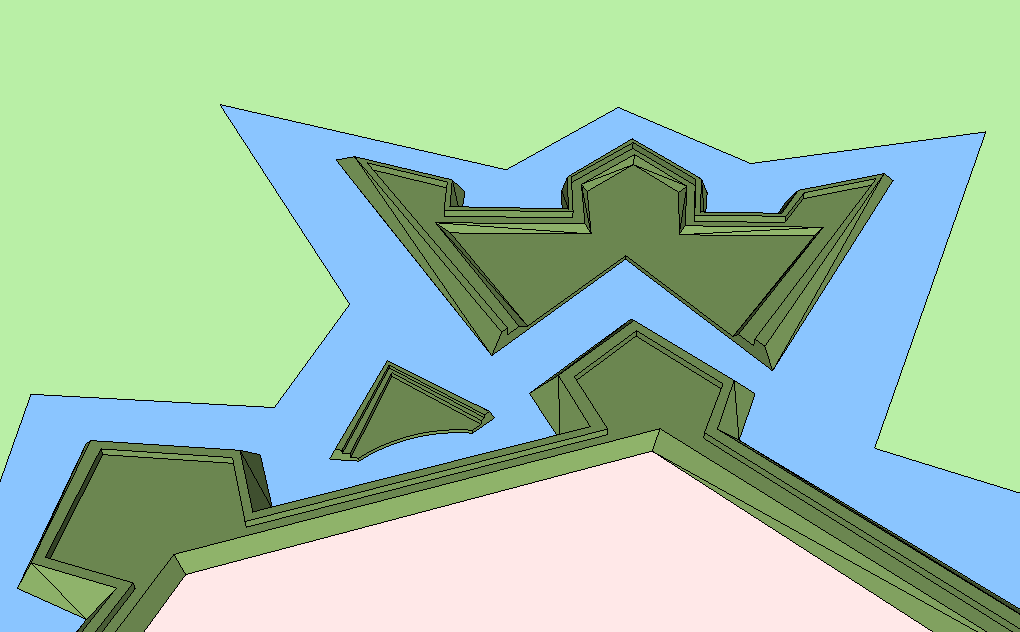
Hornabeque doble u obra coronada

Un hornabeque es una fortificación exterior que se compone de dos medios baluartes. Los hornabeques se desarrollaron a partir del siglo XVI.

## Función militar
Se construían hornabeques a cierta distancia de una fortificación para fortalecer un flanco débil. La misión principal de un hornabeques era obligar a la artillería enemiga a situarse más lejos de la fortificación principal para que no llegasen a dañarla.

## Etimología
La palabra hornabeque tiene su origen en el alemán Hornwerk, de Horn, cuerno, y Werk, obra, es decir, obra en forma de cuerno.

## Tipos
- A cola de golondrina. Se llama así cuando las alas, en lugar de ser paralelas, se estrechan hacia la plaza.
- A contracola de golondrina. Se llama así cuando las alas del hornabeque se ensanchan hacia la plaza.
- Doble u obra coronada. Este hornabeque difiere del sencillo en que en lugar de un frente de fortificación tiene dos contiguos y, por consiguiente, se compone de un baluarte, dos medios baluartes y dos alas. Sirve para ocupar un espacio de terreno al frente del cuerpo de la plaza con el objeto de mantener al enemigo a mayor distancia y obligarle a que aumente sus trabajos. También sirve para ocupar una altura, cerrar un arrabal, cubrirlo en bóveda y descubrir alguna obra de revés. Ordinariamente se coloca el hornabeque doble delante de una cortina o de un baluarte.[2]

## Galería

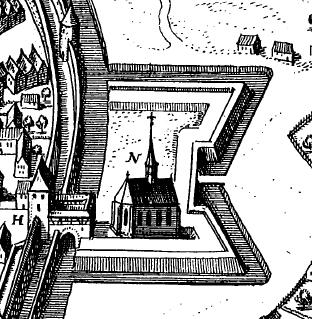
Antiguo hornabeque en la ciudad de Zittau.
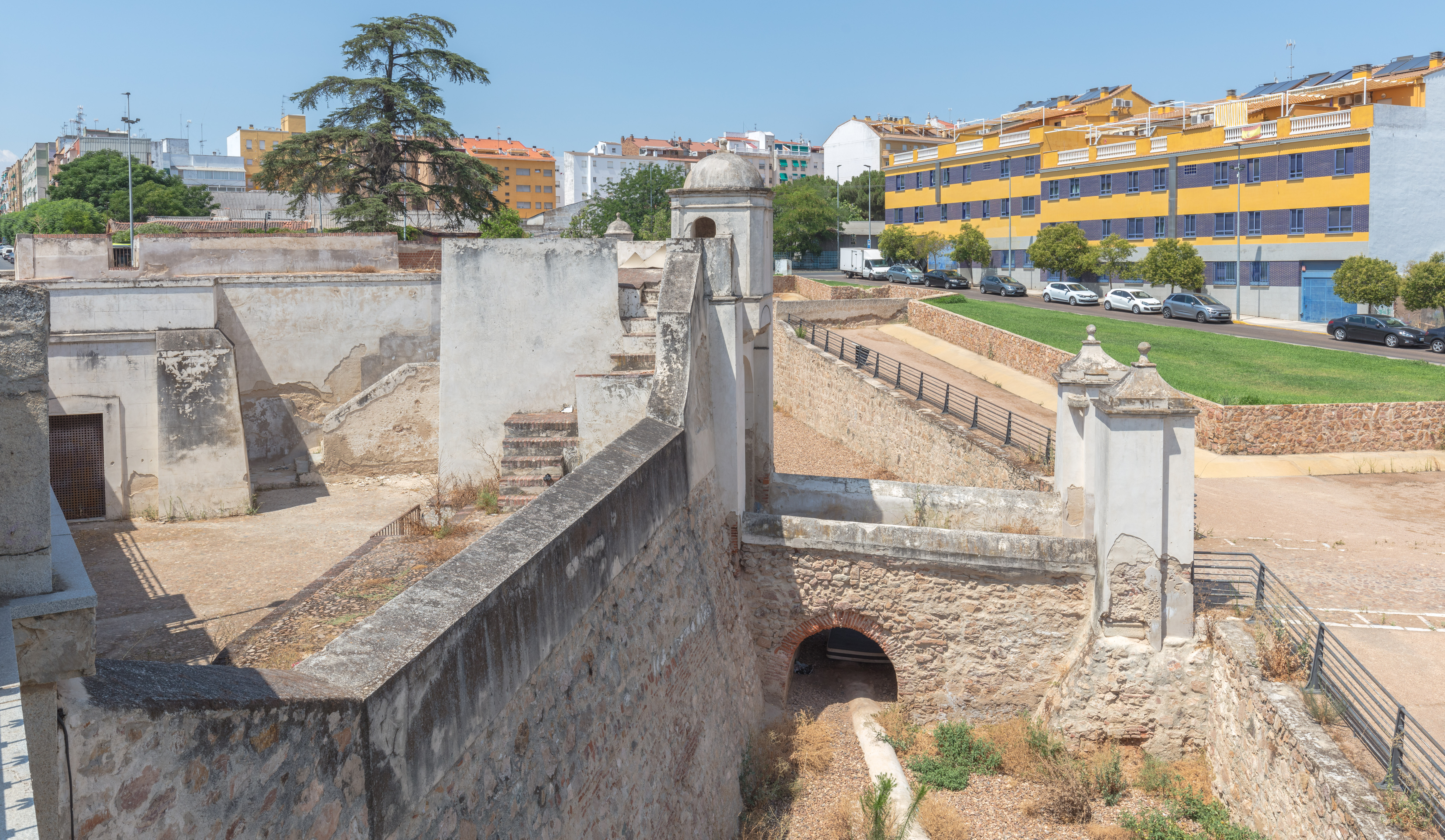
Hornabeque del Puente de Palmas, Badajoz.
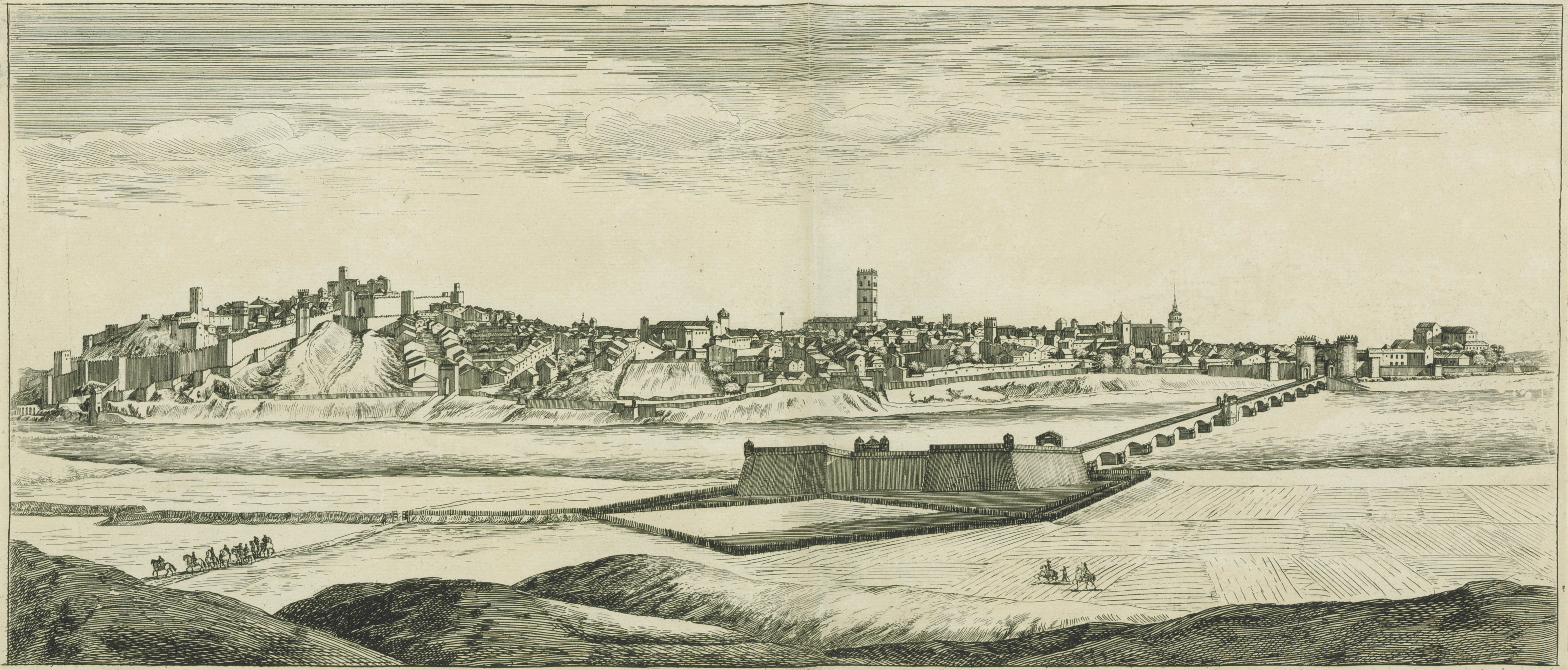
Grabado con una vista de Badajoz, con el hornabeque en primer plano
Hornabeque del Frente de la Valenciana, en Ceuta